# Сипић
Сипић је насеље у Србији у општини Рача у Шумадијском округу. Према попису из 2022. има 326 становника (према попису из 2011. било је 430 становника).
Овде се налази Црква Светих Козме и Дамјана.
Село Сипић је била једна од локација на којима се снимала серија Мој рођак са села.

## Демографија
У насељу Сипић живи 413 пунолетних становника, а просечна старост становништва износи 44,3 година (41,8 код мушкараца и 46,4 код жена). У насељу има 138 домаћинстава, а просечан број чланова по домаћинству је 3,67.
Ово насеље је великим делом насељено Србима (према попису из 2002. године), а у последња три пописа, примећен је пад у броју становника.
|             | \| Демографија[3] \| Демографија[3] \| Демографија[3] \| \| Година \| Становника \| Становника \| \| -------------- \| -------------- \| -------------- \| \| 1948. \| 949 \| \| \| 1953. \| 965 \| \| \| 1961. \| 901 \| \| \| 1971. \| 763 \| \| \| 1981. \| 687 \| \| \| 1991. \| 594 \| 579 \| \| 2002. \| 507 \| 539 \| \| 2011. \| 430 \| \| \| 2022. \| 326 \| \| |            |
| Демографија | |            |
| Година      | Становника | Становника |
| 1948.       | 949 |            |
| 1953.       | 965 |            |
| 1961.       | 901 |            |
| 1971.       | 763 |            |
| 1981.       | 687 |            |
| 1991.       | 594 | 579        |
| 2002.       | 507 | 539        |
| 2011.       | 430 |            |
| 2022.       | 326 |            |

| Етнички састав према попису из 2002.‍ | Етнички састав према попису из 2002.‍ | Етнички састав према попису из 2002.‍ | Етнички састав према попису из 2002.‍ | Етнички састав према попису из 2002.‍ |
| ------------------------------------ | ------------------------------------ | ------------------------------------ | ------------------------------------ | ------------------------------------ |
|                                      |                                      |                                      |                                      |                                      |
| Срби                                 | Срби                                 |                                      | 505                                  | 99,60%                               |
| непознато                            | непознато                            |                                      | 1                                    | 0,19%                                |

| Година пописа     | 1948. | 1953. | 1961. | 1971. | 1981. | 1991. | 2002. |
| ----------------- | ----- | ----- | ----- | ----- | ----- | ----- | ----- |
| Број домаћинстава | 206   | 210   | 213   | 196   | 186   | 153   | 138   |

| Број чланова      | 1  | 2  | 3  | 4  | 5  | 6  | 7  | 8 | 9 | 10 и више | Просек |
| ----------------- | -- | -- | -- | -- | -- | -- | -- | - | - | --------- | ------ |
| Број домаћинстава | 30 | 32 | 11 | 13 | 15 | 16 | 14 | 4 | 3 | 0         | 3,67   |

| Пол    | Укупно | Неожењен/Неудата | Ожењен/Удата | Удовац/Удовица | Разведен/Разведена | Непознато |
| ------ | ------ | ---------------- | ------------ | -------------- | ------------------ | --------- |
| Мушки  | 198    | 44               | 139          | 13             | 2                  | 0         |
| Женски | 228    | 22               | 147          | 55             | 3                  | 1         |
| УКУПНО | 426    | 66               | 286          | 68             | 5                  | 1         |

| Пол    | Укупно                    | Пољопривреда, лов и шумарство | Рибарство                            | Вађење руде и камена | Прерађивачка индустрија       |
| ------ | ------------------------- | ----------------------------- | ------------------------------------ | -------------------- | ----------------------------- |
| Мушки  | 126                       | 101                           | 0                                    | 0                    | 11                            |
| Женски | 82                        | 64                            | 0                                    | 0                    | 4                             |
| УКУПНО | 208                       | 165                           | 0                                    | 0                    | 15                            |
| Пол    | Производња и снабдевање   | Грађевинарство                | Трговина                             | Хотели и ресторани   | Саобраћај, складиштење и везе |
| Мушки  | 2                         | 1                             | 2                                    | 0                    | 2                             |
| Женски | 1                         | 0                             | 2                                    | 1                    | 1                             |
| УКУПНО | 3                         | 1                             | 4                                    | 1                    | 3                             |
| Пол    | Финансијско посредовање   | Некретнине                    | Државна управа и одбрана             | Образовање           | Здравствени и социјални рад   |
| Мушки  | 0                         | 1                             | 4                                    | 1                    | 0                             |
| Женски | 1                         | 0                             | 0                                    | 4                    | 2                             |
| УКУПНО | 1                         | 1                             | 4                                    | 5                    | 2                             |
| Пол    | Остале услужне активности | Приватна домаћинства          | Екстериторијалне организације и тела | Непознато            | Непознато                     |
| Мушки  | 1                         | 0                             | 0                                    | 0                    | 0                             |
| Женски | 0                         | 0                             | 0                                    | 2                    | 2                             |
| УКУПНО | 1                         | 0                             | 0                                    | 2                    | 2                             |

## Галерија
- Табла на улазу у Сипић
- Храст у Сипићу